# Ибрагимова, Зулейха Касум кызы
Зулейха Касум кызы Ибрагимова (азерб. Züleyxa Qasım qızı İbrahimova; 1865 или 1878, Абдалгюлаблы, Елизаветпольская губерния — 22 января 1972, Туркман, Бардинский район) — советский азербайджанский хлопковод, Герой Социалистического Труда (1948).

## Биография
Родилась в 1878 году (по другой версии — в 1865 году) в селе Абдалгюлаблы Шушинского уезда Елизаветпольской губернии (ныне село в Агдамском районе Азербайджана).
Начала трудовую деятельность в 1873 году. С 1930 года колхозница, с 1940 года звеньевая колхоза «Шарк» Бардинского района. Первые высокие урожаи в колхозе получала Ибрагимова, в 1946 году получила урожай хлопка 70 центнеров с гектара, а в 1947 году получила урожай хлопка 90,13 центеров с гектара на площади 4 гектара. Ибрагимова охарактеризовала себя как отзывчивый и усердный рабочий. Даже выйдя на пенсию, она не переставала давать советы молодым работникам колхоза и обучать их своему опыту. Участвовала в ВДНХ в 1957 году, где получила большую золотую медаль; в качестве приза ей была положена «Победа», однако от легкового автомобиля она отказалась в пользу грузовика в помощь хлопководам колхоза.
С 1957 года пенсионер союзного значения.
Указом Президиума Верховного Совета СССР от 10 марта 1948 года за получение в 1947 году высоких урожаев хлопка Ибрагимовой Зулейхе Касум кызы присвоено звание Героя Социалистического Труда с вручением ордена Ленина и золотой медали «Серп и Молот».
Проживала в селе Туркман Бардинского района, где и умерла 22 января 1972 года.